# 谷素外
谷 素外（たに そがい、1733年（享保18年） - 1823年（文政6年））は、江戸時代の俳人。談林派七世。号は一陽井。

## 人物
1733年（享保18年）大坂の商家に生まれ、壮年のころ江戸に下り、神田お玉ヶ池に住居した。俳諧は当初建部綾足（俳号涼袋）門だったが、後に江戸談林派の小菅蒼孤につき、一陽井素外と号した。師亡き後に江戸談林七世と称し、西山宗因に始まる談林俳諧の興隆に尽力した。中村仏庵・山本北山・沢田東江・加藤千蔭・柳亭種彦など、多くの江戸文人と交友があり、門弟には大名や浮世絵師も名を列ねた。1806年（文化6年）、娘の素塵を点者に立てて、自身は著述に没頭した。1823年（文政6年）2月8日没、享年91歳。
台東区慶養寺にその墓が残っている。東京都品川区利田神社に残る鯨塚には「江戸に鳴る、冥加やたかし、なつ鯨」という素外の句が刻まれている。
酒井藤吉（日本浮世絵博物館旧館長）は、東洲斎写楽の正体の一人とする説を提出しているが、この説は後に中野三敏の研究などによって否定された。